# Alessandro d'Auvare
Alessandro d'Auvare (Alexandre Corporandy d'Auvare) est un homme politique italien du XIXe siècle, député de la province de Nice au parlement de Turin, issu de la famille Corporandi d'Auvare.

## Biographie
Ancien élève de l'Académie royale militaire de Turin, militaire de carrière, lieutenant-général en 1862, Alessandro d'Auvare est né en 1809 et décédé en 1888. 
Conservateur, il est élu député par le collège de Puget-Théniers pour la 5e législature. Il est nommé grand officier des Saints Maurice et Lazare et grand-croix de la Couronne italienne.